# Landsmeer
Landsmeer  è una municipalità dei Paesi Bassi di 10 240 abitanti situata nella provincia dell'Olanda Settentrionale.